# ヘッドシザーズ・ホイップ
ヘッドシザーズ・ホイップ（Head Scissors Whip）は、プロレス技の一種である。

## 概要
立っている状態の相手に跳び付き、相手の頭を両脚で挟み込み、下半身の力や自身の体が旋回する勢いで両脚を使って相手を投げ飛ばす技の総称である。多くの派生技を持ちルチャリブレでは、これらを総称してティヘラ（スペイン語で「鋏」を意味する）と呼ばれている。
ヘッドシザーズ・ホイップは、その名称からヘッドシザーズの派生技と間違われるが実際は別に発展した技である。頭を両脚で挟む共通点があるため、「ヘッドシザーズ」の名称を技名に使用しており、つまり「脚で頭を挟んで（ヘッドシザーズ）投げる（ホイップ）」ということである。

## 関連技
コークスクリュー・ヘッドシザーズ
相手の頭を挟んだ状態で頭点倒立した状態から体を横回転させた勢いで相手を投げ飛ばす。
ハンドスタンドシザーズ
倒立して両脚で相手の頭を挟んで下半身の力で相手を投げ飛ばす。
人工衛星ヘッドシザーズ
助走して相手の背後から肩口に飛びつき、相手の頭を両脚で挟みこんで相手の首を軸に体を旋回させて、その勢いを利用して投げ飛ばす。技名は動きを地球の周りを周回する人工衛星に、なぞらえたのが由来。
アストロシザーズ
スペル・アストロのオリジナル技。コーナーポスト最上段からジャンプして相手の後方から両膝で頭を挟むように飛びつき、前方回転の勢いで相手を投げ飛ばす。
コルバタ
ウラカン・ラミレスのオリジナル技。助走して相手の頭に両脚で飛びつき、相手の首を軸にして体を捻って投げ飛ばす。相手がペンデュラム・バックブリーカーを狙ったときの切り返しとして使用する場合が多かった。技名の由来はスペイン語で「コルバタ」は「ネクタイ」を指す語で相手の首に巻きつく様から命名された。
ウラカン・ラナ・インベルティダ
ウラカン・ラミレスのオリジナル技。相手の頭を両脚で挟んだ状態から後方回転して丸め込み、エビ固めの状態でピンフォールする。
フランケン・シュタイナー
スコット・スタイナーのオリジナル技。相手の頭を両脚で挟んだ状態から後方回転して相手を頭部や背面から叩きつける。
コバクニ
CIMAのオリジナル技。トップロープを両手で掴み跳躍してコーナー側を向いている相手の頭を両脚で掴み、ロープから手を離して体を前転させた勢いで相手を頭からターンバックルに叩きつける。
デジャヴ
ドラゴン・キッドのオリジナル技。人工衛星ヘッドシザーズのように飛びつき体を旋回させて、そこから、さらに相手の肩に両腕で飛びつき旋回して相手の頭を両脚で挟んで回転の勢いを利用して投げ飛ばす。
途中で回転を止め相手の腕と首を極めるクリスト、回転の勢いを利用してDDTの形で打ちつけるメサイア、クロス・フィックスに移行するバイブルがある。